# Name of the Game
«Name of the Game» — первый сингл The Crystal Method из их второго альбома Tweekend. Несмотря на популярность композиции, The Crystal Method почти никогда не исполняли её на концертах. Существует множество ремиксов песни, выполненных различными исполнителями.
Песня использована в качестве саундтрека к видеоигре Tom Clancy's Splinter Cell.

## Клип
Героем музыкального клипа,  стал персонаж по имени «Nosey» (ср.: англ. nose).

## В записи участвовали
- Том Морелло — гитара
- Ryan «Ryu» Maginn — вокал
- DJ Swamp

## Списки композиций
CD 5"
1. Radio Edit
2. Album Version
3. Instrumental

12"
1. Eric Kupper's Deep Pump Mix
2. Hybrid's Blackout In L.A. Mix

12" (промо)
1. Eric Kupper’s Electrosphere Mix
2. Hybrid’s L.A. Blackout Mix

## Позиции в чартах
| Чарт (2001)            | Высшая позиция |
| ---------------------- | -------------- |
| Hot Modern Rock Tracks | 22             |
| Hot Dance Club Songs   | 5              |